# Caradrina zernyi
Caradrina zernyi là một loài bướm đêm trong họ Noctuidae.